# Saab 93
Saab 93 je osobní třídveřový automobil vyráběný švédskou automobilkou Saab v letech 1956–1963. Poprvé byl představen 1. prosince 1955. Poháněl ho tříválcový dvoudobý motor. Z velké části byl shodný s předchozím typem Saab 92. Model 93 byl také první Saab, který byl vyvezen za hranice Švédska, přičemž většina vývozu směřovala do Spojených států.
2. září 1957 byla představena verze 93B. Původní dvoudílné čelní sklo bylo nahrazeno jednodílným. Koncem roku 1959 byl představen model 93F s dveřmi zavěšenými vpředu ze Saabu GT750. Roku 1960 byl vyroben poslední Saab 93 a nahradil ho Saab 96. Celkem bylo vyrobeno 52 731 kusů Saabu 93.